# 千金药业
千金药业，全称是株洲千金药业股份有限公司（上交所：600479）是一家中国制药公司，主要生产中成药、化学药和女性卫生用品。

## 历史
创建于1966年，最初产品是妇科千金片。1993年进行股份制改革。2004年3月12日在上海证券交易所挂牌上市，其中株洲市国资委持股28.53%。2018年被评为“湖南老字号”。

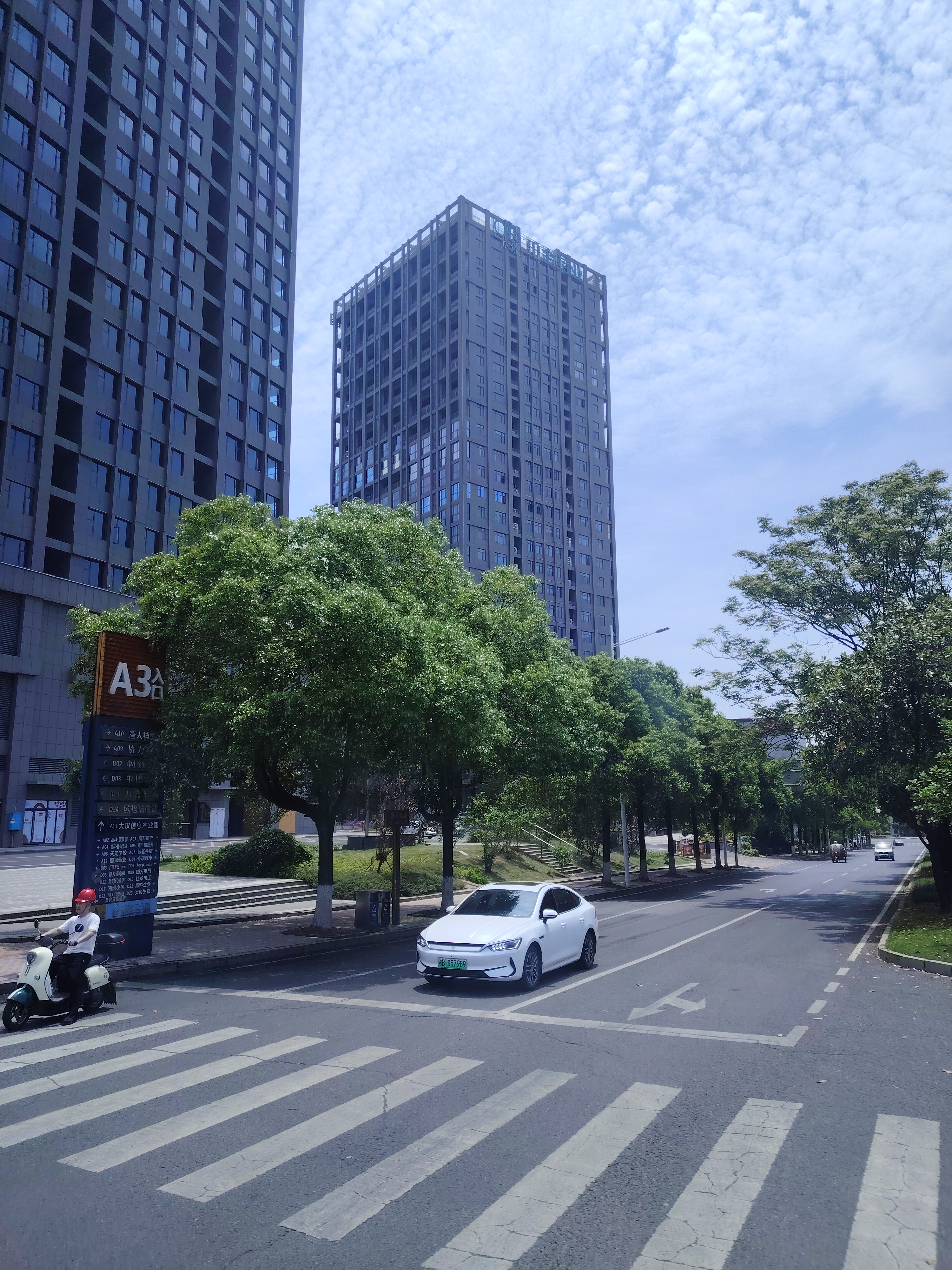
千金药业大厦